# Joseph Muriithi Riri
Joseph Muriithi Riri (* 1973) ist ein kenianischer Marathonläufer.
2002 gewann er den Singapur-Marathon. 2004 siegte er beim Stockholm-Marathon und wurde beim Berlin-Marathon Zweiter in seiner persönlichen Bestzeit von 2:06:49 h.
Beim Marathon der Leichtathletik-Weltmeisterschaften 2005 in Helsinki belegte er den 29. Platz.